# Славия (хоккейный клуб, Прага)
ХК «Сла́вия» Прага (чеш. HC Slavia Praha) — чешский хоккейный клуб, основанный в 1900 году. Представляет город Прагу. Выступает в чешской первой лиге. Домашняя арена «Славии» — Зимний стадион Эден вместимостью 5138 зрителей. В годы расцвета клуба «Славия» играла на O2 Arena, известной также как Sazka Arena. Как чемпион Чехии сезона 2007/2008 принимала участие в Хоккейной Лиге чемпионов 2008/09.

## История
Хоккейный клуб «Славия» Прага был основан в 1900 году. В чемпионатах Чехословакии выступал во 2-й и 3-й лигах, за исключением первого сезона 1936/37, по итогам которого команды выбыла из элитной чехословацкой лиги. С образованием чешской Экстралиги «Славия» в первом же сезоне, обыграв в переходных матчах «Градец-Кралове», пробилась в Экстралигу. С 1994 по 2015 год клуб играл в Экстралиге. Все успехи клуба связаны со знаменитым чешским хоккеистом и тренером Владимиром Ружичкой. При нем «Славия» дважды (в 2003 и 2008 годах) становилась чемпионом Чехии, три раза (в 2004, 2006 и 2009 годах) была серебряным призёром и два раза (в 2010 и 2013 годах) — бронзовым. В 2015 году «Славия» из-за финансовых трудностей выбыла из Экстралиги. Начиная с сезона 2015/16 играет в чешской первой лиге.

## Прежние названия

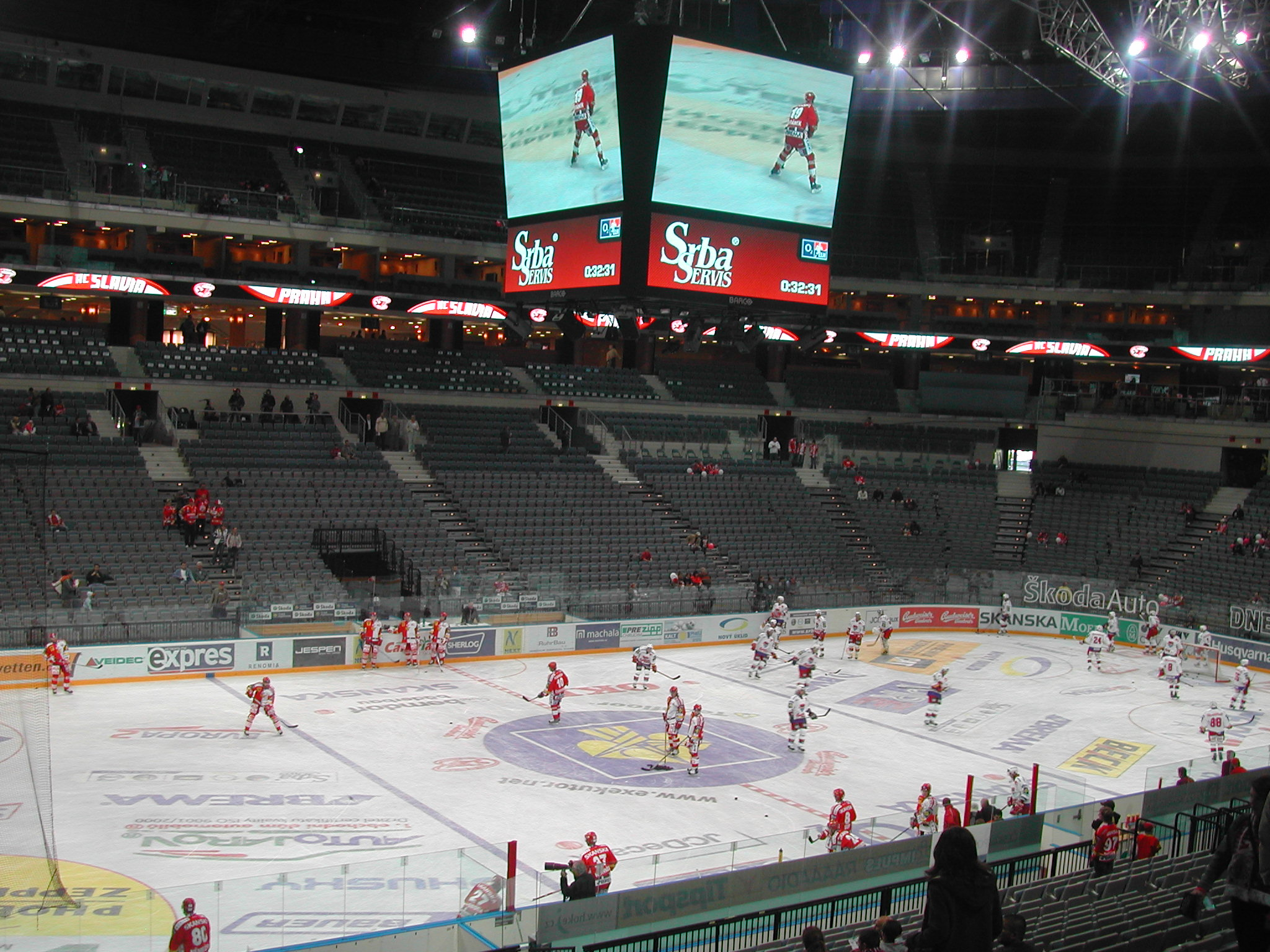
Матч между Славией и Ческе Будеёвице, 2006 год

- 1900 – СК Славия Прага
- 1948 – Сокол Славия Прага
- 1949 – ДСО Динамо Славия Прага
- 1953 – ТЕ Динамо Прага
- 1965 – ТЕ Славия Прага
- 1977 – ТЕ Славия ИПС Прага
- 1993 – ХК Славия Прага

## Достижения
Чемпион Экстралиги 2003, 2008
 Серебряный призер Экстралиги 2004, 2006, 2009
 Бронзовый призер Экстралиги 2010, 2013

## Чемпионские составы

### 2002/03
Вратари: Роман Малек, Лукаш Гронек
Защитники: Франтишек Кучера, Петр Кадлец, Павел Коларжик, Ян Хейда, Ян Новак, Доминик Граняк, Марек Посмик, Ондржей Станек, Лукаш Шпелда
Нападающие: Йозеф Беранек, Михал Суп, Радек Дуда, Давид Грушка, Милан Антош, Марек Томица, Радек Длоуги, Якуб Клепиш, Петр Ярош, Милан Копецки, Адам Шаффер, Петр Сайлер, Алеш Кратошка, Збинек Новак
Тренер: Владимир Ружичка

### 2007/08
Вратари: Адам Свобода, Доминик Фурх
Защитники: Петр Кадлец, Павел Коларжик, Ян Новак, Томаш Жижка, Иржи Вашичек, Карол Слобода, Иржи Дртина, Иржи Ебавы
Нападающие: Йозеф Беранек, Михал Суп, Роман Червенка, Ярослав Беднарж, Давид Грушка, Владимир Ружичка-младший, Якуб Клепиш, Марек Томица, Михал Вондрка, Якуб Скленарж, Иржи Долежал-младший, Томаш Мицка, Игор Ратай, Милослав Чермак, Михал Боровански, Мирослав Голец
Тренер: Владимир Ружичка

## Известные игроки
Ниже список хоккеистов — воспитанников пражской «Славии», становившихся чемпионами мира.
|                | ЧМ               |
| Иржи Холечек   | 1972, 1976, 1977 |
| Томаш Власак   | 1999, 2000, 2001 |
| Ян Хейда       | 2005             |
| Роман Червенка | 2010             |
| Якуб Клепиш    | 2010             |
| Марек Квапил   | 2010             |
| -------------- | ---------------- |

## Изъятые номера
- 7  Петр Кадлец
- 72  Павел Коларжик